# Хорбах (Палатинат)
Хорбах (њем. Horbach) општина је у њемачкој савезној држави Рајна-Палатинат. Једно је од 84 општинска средишта округа Југозападни Палатинат. Према процјени из 2010. у општини је живјело 561 становника. Посједује регионалну шифру (AGS) 7340025.

## Географски и демографски подаци
Хорбах се налази у савезној држави Рајна-Палатинат у округу Југозападни Палатинат. Општина се налази на надморској висини од 278–303 метра. Површина општине износи 5,3 km². У самом мјесту је, према процјени из 2010. године, живјело 561 становника. Просјечна густина становништва износи 106 становника/km².

## Међународна сарадња
| Мјесто | Држава    | Врста сарадње | Од    |
| ------ | --------- | ------------- | ----- |
|        | Француска | партнерство   | 1989. |
|        | Француска | партнерство   | 1980. |
|        | Француска | партнерство   | 1983. |
| Извор  |           |               |       |